# あるばむ
『あるばむ』は、河合奈保子の5作目のオリジナルアルバム。1983年1月21日に日本コロムビアからリリースされた。LPの規格品番はAF-7172、カセットテープの品番はCAR-1172、CD(1984年6月21日発売)の品番は35C31-7168である。

## 概要
帯コピー：憧れ、自分流。―― 憧れ重ねて、自分を見つける。奈保子、今が素敵だ。
シングル「けんかをやめて」「Invitation」の2曲を収録。A面は竹内まりや・林哲司作品、B面は来生えつこ・来生たかお作品で統一されている。本作は、河合にとって初となるオリコン・アルバムチャートの1位を獲得した。ジャケット写真は、立木義浩が撮影したものである。
カセットテープには「毎週、奈保子から素敵なプレゼント 奈保子パズル」というクロスワードパズルが同封されていた。
詞を提供した来生えつこは「奈保子さんの声はとてものびがあって、ツヤがある。そのツヤというのは、若さのまっただ中のツヤ。いわゆる艶っぽいというのではなく、若さだけが持つ、張りのあるツヤです。」「奈保子さんの場合は、ずっと歌い続ける正統派の歌手になれる実力があると思う」というコメントをライナーノーツに寄せている。
Side B-1「浅い夢」は、作曲者である来生たかおの同名のデビューシングルのカバーで、Side B-4「オレンジ通り5番街（振り向いてアベニュー）」はアルバム『By My Side』収録曲のカバー（歌詞が一部異なっている）。
初版発売時、アナログレコード・カセットテープは ″COLUMBIA″ レーベルで、CDは ″DENON″ レーベルで発売されたが、CDも1989年8月21日（規格番号：CA-3755）以降の再発売盤では ″COLUMBIA″ レーベルに変更されている。
2007年12月19日に発売されたオリジナル・アルバムボックス『NAOKO PREMIUM』ではDISC 5に収録された。
2021年9月29日には、レコーディング・エンジニア内沼映二の監修によってマスタリングが施され、初となるSACDハイブリッド盤がタワーレコード限定で発売された。

## 収録曲

### LP / CT
| 全作詞: 竹内まりや。 |                    |            |            |          |      |
| #                    | タイトル           | 作詞       | 作曲       | 編曲     | 時間 |
| 1.                   | 「Invitation」     | 竹内まりや | 竹内まりや | 大村雅朗 | 3:55 |
| 2.                   | 「ダブル・デイト」 | 竹内まりや | 林哲司     | 林哲司   | 3:54 |
| 3.                   | 「追跡」           | 竹内まりや | 竹内まりや | 大村雅朗 | 3:38 |
| 4.                   | 「砂の傷あと」     | 竹内まりや | 林哲司     | 林哲司   | 3:44 |
| 5.                   | 「けんかをやめて」 | 竹内まりや | 竹内まりや | 清水信之 | 4:29 |

| 全作詞: 来生えつこ、全作曲: 来生たかお、全編曲: 大村雅朗。 |                                               |            |            |      |
| #                                                          | タイトル                                      | 作詞       | 作曲・編曲 | 時間 |
| 1.                                                         | 「浅い夢」                                    | 来生えつこ | 来生たかお | 3:56 |
| 2.                                                         | 「ささやかなイマジネーション」                | 来生えつこ | 来生たかお | 3:47 |
| 3.                                                         | 「惑いの風景」                                | 来生えつこ | 来生たかお | 3:39 |
| 4.                                                         | 「オレンジ通り5番街（振り向いてアベニュー）」 | 来生えつこ | 来生たかお | 3:44 |
| 5.                                                         | 「恋ならば少し…」                             | 来生えつこ | 来生たかお | 3:37 |

### CD
| 全作詞: 竹内まりや（1～5）、来生えつこ（6～10）。 |                                               |                                         |            |          |      |
| #                                                 | タイトル                                      | 作詞                                    | 作曲       | 編曲     | 時間 |
| 1.                                                | 「Invitation」                                | 竹内まりや（1～5）、来生えつこ（6～10） | 竹内まりや | 大村雅朗 | 3:55 |
| 2.                                                | 「ダブル・デイト」                            | 竹内まりや（1～5）、来生えつこ（6～10） | 林哲司     | 林哲司   | 3:54 |
| 3.                                                | 「追跡」                                      | 竹内まりや（1～5）、来生えつこ（6～10） | 竹内まりや | 大村雅朗 | 3:38 |
| 4.                                                | 「砂の傷あと」                                | 竹内まりや（1～5）、来生えつこ（6～10） | 林哲司     | 林哲司   | 3:44 |
| 5.                                                | 「けんかをやめて」                            | 竹内まりや（1～5）、来生えつこ（6～10） | 竹内まりや | 清水信之 | 4:29 |
| 6.                                                | 「浅い夢」                                    | 竹内まりや（1～5）、来生えつこ（6～10） | 来生たかお | 大村雅朗 | 3:56 |
| 7.                                                | 「ささやかなイマジネーション」                | 竹内まりや（1～5）、来生えつこ（6～10） | 来生たかお | 大村雅朗 | 3:47 |
| 8.                                                | 「惑いの風景」                                | 竹内まりや（1～5）、来生えつこ（6～10） | 来生たかお | 大村雅朗 | 3:39 |
| 9.                                                | 「オレンジ通り5番街（振り向いてアベニュー）」 | 竹内まりや（1～5）、来生えつこ（6～10） | 来生たかお | 大村雅朗 | 3:44 |
| 10.                                               | 「恋ならば少し…」                             | 竹内まりや（1～5）、来生えつこ（6～10） | 来生たかお | 大村雅朗 | 3:37 |
| 合計時間:                                         | 合計時間:                                     | 合計時間:                               | 合計時間:  | 38:26    |      |

## クレジット

### スタッフ
- Produced and directed by Toshiya Koike, Assistant directed by Masaki Iitaka
- Recording engineered by Eiji Uchimura, Yasushi Yanagihara, Jun Wakao, Chuji Satoh
- Mixed by Eiji Uchimura, Mastered by Yujiro Kasai
- Design by Kuniharu Muromachi, Stylist by Sachiko Kumagai, Coordinator by Susumu Satoh, Meiri
- Executive producer by Yozaburo Kagawa

### レコーディングメンバー
- Drums by Toshinobu Takimoto (A1,B2,B3,B5), Jun Aoyama (A2,A4), Hideo Yamaki (A3), Shuichi Murakami (A5), Tatsuo Hayashi (B1,B4)
- Bass by Yasuo Tomikura (A1,A3,A5,B5), Shigeru Okazawa (A2,A4), Kenji Takamizu (B1,B2,B3,B4)
- El. Guitar by Masaki Matsubara (A1,A2,A3,A4,B5), Tohru Aoyama (A5), Tsuyosi Kon (B1,B2,B3), Shigeru Suzuki (B1,B4)
- Ac. Guitar by Chuei Yoshikawa (A1,B1,B2,B5), Toshiaki Usui (A4)
- Steel Guitar by Tsuyoshi Kon (B2)
- Synthesizers by Hideki Matsutake (A1,A3,B1,B2,B3,B4,B5)
- Keyboards by Hidetoshi Yamada (A1,B1,B3,B5), Hiroyuki Namba (A2,A4), Nobuo Kurata (A2), Makiko Tashiro (A3,B1,B4), Nobuyuki Shimizu (A5)
- Percussions by Nobu Saitoh (A1,A3,A4,B1,B2,B3,B4,B5), Motoya Hamaguchi (A5)
- Glocken by Teiko Koshino (A1)
- Flutes by Akira Fujiyama (A1), Takeshi Koyama (A1)
- Alto Saxophone by Jake Conception (A3,B4)
- Clarinet by Jake Conception (B4)
- Tap by Pecker (B4)
- Harmonica by Nobuo Yagi (B1)
- Cor Anglais by Hiroyuki Ban (B3)
- Strings by Katoh gengaku group (A1,A2,A3,A4,B1,B5), Ohno gengaku group (A5)
- Backing Vocals by Hidetoshi Yamada (A1,A3,B2,B4,B5), Mariya Takeuchi (A2,A4,A5), Etsuko Yamakawa (A2,A4,A5), Hiroshi Narumi (A2,A4,A5), Yasuhiro Abe (A5), Amy (B4,B5)

## 発売履歴
| 発売日         | レーベル                           | 規格       | 規格品番   | 備考                                 |
| -------------- | ---------------------------------- | ---------- | ---------- | ------------------------------------ |
| 1983年1月21日  | 日本コロムビア                     | LPレコード | AF-7172    |                                      |
| 1983年1月21日  | 日本コロムビア                     | カセット   | CAR-1172   |                                      |
| 1984年6月21日  | DENON/日本コロムビア               | CD         | 35C31-7168 |                                      |
| 1989年8月21日  | 日本コロムビア                     | CD         | CA-3755    | 再発盤                               |
| 1993年11月20日 | 日本コロムビア                     | CD         | COCA-11160 | CD文庫/Q盤                           |
| 2008年12月18日 | 日本コロムビア                     | CD-R       | CORR-10147 | オンデマンドCD                       |
| 2019年12月25日 | Tower to the People/日本コロムビア | CD         | TWCP-117   | タワーレコード限定・紙ジャケット     |
| 2021年9月29日  | Tower to the People/日本コロムビア | SACD       | TWSA-1097  | タワーレコード限定・SACDハイブリッド |

## 参考資料
- 『NAOKO PREMIUM』（ボックスセット〔解説:土屋信太郎〕）河合奈保子、日本コロムビア、2007年12月19日。COCP-34705。